# Cristian Mungiu
Cristian Mungiu (Iași, 27 d'abril de 1968) és un guionista, productor i director de cinema romanès. Al costat de Cristi Puiu, Radu Muntean, Cristian Nemescu, Corneliu Porumboiu i Cătălin Mitulescu és considerat un dels més importants exponents de la Nova onada del cinema romanès.

## Biografia
Després d'estudiar literatura anglesa a la Universitat Alexandru Ioan Cuza a Iaşi, Mungiu treballà diversos anys com a mestre i periodista. Posteriorment, va estudiar direcció de cinema a l'Acadèmia de Cinema i Teatre de Bucarest. Després de la seva graduació, Mungiu va realitzar diversos curtmetratges. El 2002, va realitzar el seu primer llargmetratge, Occident. La pel·lícula va ser reeixida per la crítica, rebent diversos premis en diferents festivals de cinema i apareixent al Festival de Cinema de Canes.
El 2007, Mungiu va escriure i va dirigir el seu segon film, Quatre mesos, tres setmanes i dos dies. La pel·lícula va ser criticada positivament i va ser triada per a la secció oficial del Festival de Cannes 2007, on guanyaria la Palma d'Or. Aquesta seria la primera vegada que un romanès guanyava aquest premi.
Mungiu és el germà de l'analista política Alina Mungiu-Pippidi.

## Filmografia
- Els exàmens (2016)
- După dealuri (2012)
- Amintiri din epoca de aur (2009)
- Quatre mesos, tres setmanes i dos dies (2007)
- Lost and Found (2005, segment "Turkey Girl")
- Occident (2002)
- Corul pompierilor (2000, curtmetratge)
- Nici o întâmplare (2000, curtmetratge)
- Zàping (2000, curtmetratge)